# Ptychadena pumilio
Ptychadena pumilio là một loài ếch trong họ Ptychadenidae.
Nó được tìm thấy ở Bénin, Cameroon, Cộng hòa Trung Phi, Cộng hòa Dân chủ Congo, Bờ Biển Ngà, Ethiopia, Mali, Nigeria, Sénégal và Sierra Leone, có thể có ở Burkina Faso, Tchad, Gambia, Ghana, Guinée, Guiné-Bissau, Liberia, Mauritanie, Niger, Sudan, Togo và Uganda.
Các môi trường sống tự nhiên của chúng là các khu rừng ẩm ướt đất thấp nhiệt đới hoặc cận nhiệt đới, xavan khô, xavan ẩm, đồng cỏ nhiệt đới hoặc cận nhiệt đới vùng ngập nước hoặc lụt theo mùa, đồng cỏ nhiệt đới hoặc cận nhiệt đới vùng đất cao, sông, đầm nước ngọt, đầm nước ngọt có nước theo mùa, vùng đồng cỏ, vườn nông thôn, ao, và kênh đào và mương rãnh.

## Hình ảnh

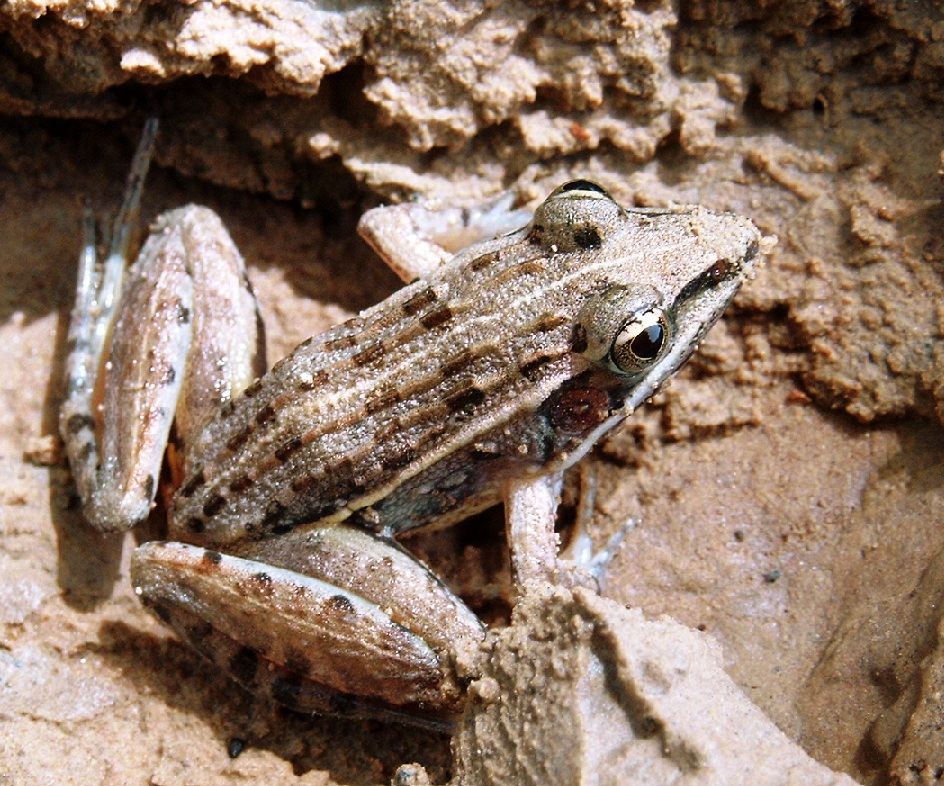